# Arenaria brevipetala
Arenaria brevipetala är en nejlikväxtart som beskrevs av Y.W. Tsui och L.H. Zhou. Arenaria brevipetala ingår i släktet narvar, och familjen nejlikväxter. Inga underarter finns listade i Catalogue of Life.